# Franciscus Lengkeek
Franciscus Lengkeek, ('s-Gravenhage, 7 oktober 1871 - Apeldoorn, 11 mei 1932) was predikant in de Christelijke Gereformeerde Kerken en docent aan de Theologische School.

## Biografie
Franciscus Lengkeek werd op 7 oktober 1871 in 's-Gravenhage geboren. Hij behaalde zijn hoofdakte en werd onderwijzer. In juli 1898 begon hij met zijn theologische studie in Rijswijk bij F.P.L.C. van Lingen en J. Wisse.  Op verzoek gaf hij medestudenten les in de Nederlandse vakken. In juli 1903 werd hij tot kandidaat in de theologie bevorderd en beroepbaar gesteld. Op 5 december 1903 werd hij predikant in Harlingen. In mei 1907 vertrok hij naar Enschede. In 1909 nam hij afscheid om naar Amsterdam te vertrekken. Nadat hij een maand in Amsterdam verbleef, werd hij door de synode benoemd tot docent aan de Theologische School als opvolger van Van Lingen. Lengkeek nam deze benoeming niet aan. In 1914 deed de synode weer een beroep op Lengkeek. Op 14 september 1914 werd hij de derde docent naast A. van der Heijden en P.J.M. de Bruin.  
Lengkeek doceerde behalve verschillende vakken in de vooropleiding, exegese, canoniek en hermeneutiek. Na het overlijden van J. Wisse werd hij hoofdredacteur van De Wekker en heeft daarin veel gepubliceerd en ook in het zendingsblad Uw koninkrijk kome.
Hij overleed 11 mei 1932 in Apeldoorn.  

## Publicaties
- Het Heil is des Heeren, rede uitgesproken in de ure des gebeds voor de opening der synode der Christelijke Gereformeerde Kerk op maandag 24 juli 1911 (1911)
- Voorrede in 'Schriftcritiek en Schriftgezag' door L.H. van der Meiden (1923)
- Het formulier van het Heilig Avondmaal
- Zalig! - Wie? (z.j.)
- Zondag 1 tot zondag 6 Heidelbergse Catechismus in: Uit de Levensbron jaargang 4 (1930)
- 'Het kenteken van het kindschap Gods' in: Uit de Levensbron jaargang 22 nummer 19 (1952)